# Mars naar de Vrijheid (Paramaribo)
De Mars naar de Vrijheid was een protestmars op 15 december 1971 in Paramaribo, Suriname. Op deze dag werd jaarlijks de Dag van het Statuut gevierd, ook wel Koninkrijksdag genoemd. Het protest was gericht tegen het Statuut voor het Koninkrijk der Nederlanden en daarmee voor de Surinaamse onafhankelijkheid. Vier dagen eerder vond ook een Mars naar de Vrijheid plaats voor hetzelfde doel in Amsterdam, Nederland.
Met het de mars liepen rond de duizend betogers mee. Het werd georganiseerd door de in 1969 opgerichte Surinaamse Socialisten Unie (SSU). De menigte verzamelde zich op een plein waar ze toegesproken werden door de secretaris van de SSU, Jules Chin A Foeng, en de schrijver Rudi Kross. Er werden communistische uitingen gedragen, zoals rode vlaggen en portretten van de Cubaanse leider Fidel Castro en de verzetsstrijder Che Guevara. Op borden waren leuzen te lezen als "Onafhankelijkheid is het begin", "Voor vrijheid moet je vechten" en "Onafhankelijkheid betekent harder werken.